# David H. Bailey
David Harold Bailey, född 14 augusti 1948, är en amerikansk matematiker och datavetare. År 1996 skapade Bailey tillsammans med Peter Borwein och Simon Plouffe en formel (BBP-formeln) som gör det möjligt att direkt beräkna godtycklig binär siffra (decimal i basen 2) av pi utan att först behöva beräkna de föregående decimalerna.

## Biografi
Bailey tog sin kandidatexamen i matematik vid Brigham Young University 1972 och sin doktorsexamen i matematik vid Stanford University 1976.
Han arbetade i 14 år som datavetare vid NASA Ames Research Center, och sedan från 1998 till 2013 som seniorforskare vid Lawrence Berkeley National Laboratory. Han är nu pensionerad från Berkeley Lab, men fortsätter som forskningsassistent vid University of California, Davis, Institutionen för datavetenskap.
Bailey är medlem i Jesu Kristi Kyrka av Sista Dagars Heliga. Han har positionerat sig som förespråkare för vetenskapens undervisning och att accepterandet av den moderna vetenskapens slutsatser inte är oförenligt med en religiös uppfattning.

## Vetenskapligt arbete
Bailey är kanske mest känd som medförfattare (med Peter Borwein och Simon Plouffe) till en rapport från 1997 som presenterade en ny formel för π (pi), som hade upptäckts av Plouffe 1995. Denna Bailey-Borwein-Plouffe-formel gör det möjligt att beräkna binära eller hexadecimala tal i pi som börjar vid en godtycklig position med hjälp av en enkel algoritm. Därefter visade Bailey och Richard Crandall att förekomsten av denna och liknande formler har konsekvenser för den långsiktiga frågan om "normalitet" - om och varför talen i vissa matematiska konstanter (inklusive pi) verkar "slumpmässiga" i en viss mening.
Bailey är en långsiktig samarbetspartner till den yngre Jonathan Borwein (Peters bror). De var medförfattare till fem böcker och över 80 tekniska artiklar om experimentell matematik. 
Bailey forskar också inom numerisk analys och parallell databehandling. Han har publicerat studier om den snabba Fouriertransformen, högprecisionsaritmetiken och PSLQ-algoritmen (används för fastställande av heltalsrelation). Han är medförfattare till NAS Benchmarks, som används för att bedöma och analysera prestanda för parallella vetenskapliga datorer.
Han har också publicerat artiklar inom matematisk finans, inklusive en artikel från 2014 "Pseudomatematik och finansiell charlatanism", som betonar farorna med statistisk överanpassning och andra missbruk av matematik inom finansområdet.
År 1993 mottog Bailey Sidney Fernbach-priset från IEEE Computer Society, Chauvenetpriset och Hassepriset från Mathematical Association of America. År 2008 var han medmottagare av Gordon Bell-priset från Association for Computing Machinery. År 2017 var han medmottagare av Levi L. Conant-priset från American Mathematical Society.